# Tauxigny-Saint-Bauld
Tauxigny-Saint-Bauld is een gemeente in het Franse departement Indre-et-Loire (37) (regio Centre-Val de Loire). De plaats maakt deel uit van het arrondissement Loches. Tauxigny-Saint-Bauld is op 1 januari 2018 ontstaan door de fusie van de gemeenten Saint-Bauld en Tauxigny. De gemeente telde 1.683 inwoners op 1 januari 2022.

## Geografie
De oppervlakte van Tauxigny-Saint-Bauld bedroeg op 1 januari 2022 40,94 vierkante kilometer; de bevolkingsdichtheid was toen 41,1 inwoners per km².

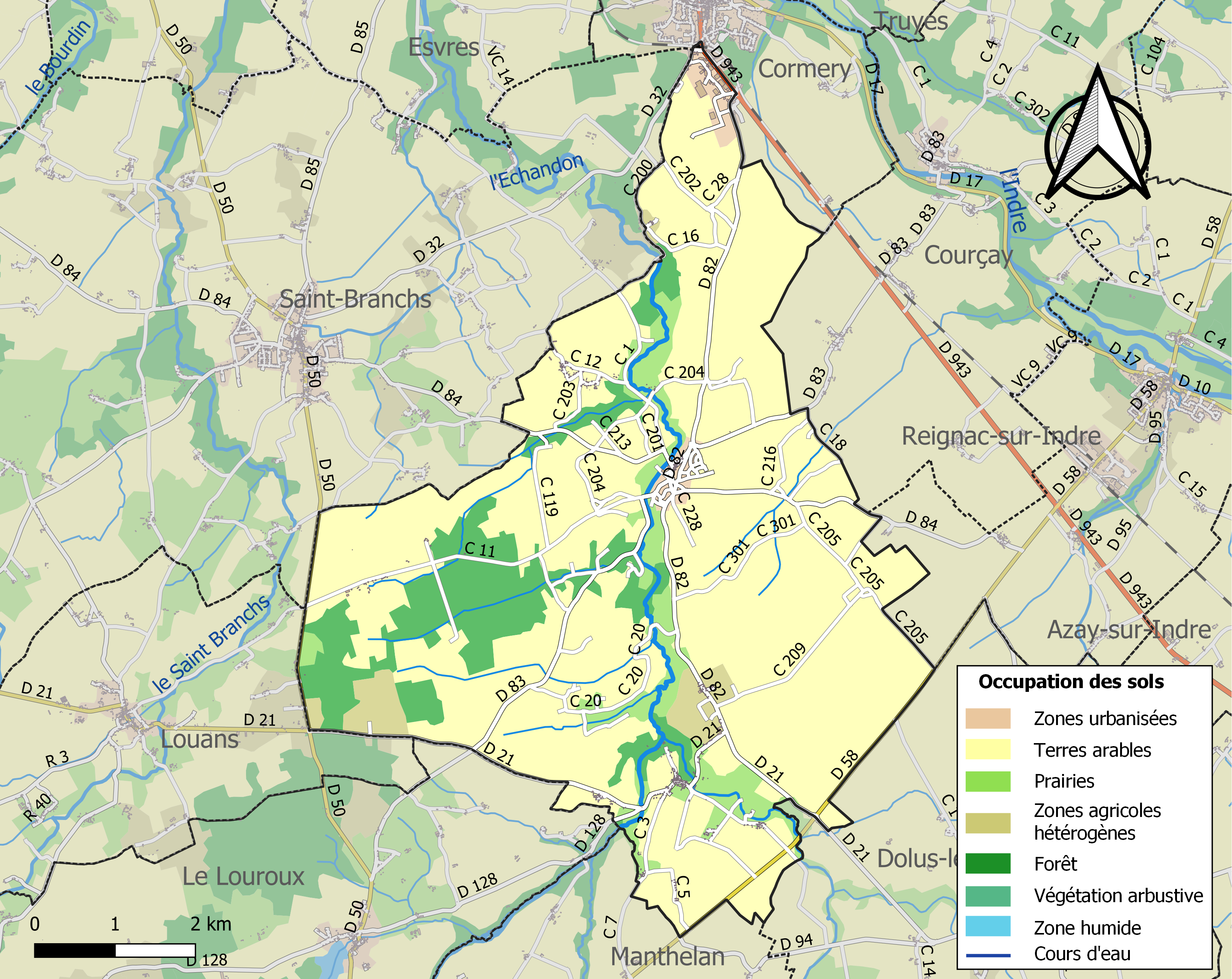
Kaart van de gemeente met belangrijkste infrastructuur, bodemgebruik en omliggende gemeenten